# Suore carmelitane di Madre Candelaria
Le Suore Carmelitane di Madre Candelaria (in spagnolo Hermanas Carmelitas de Madre Candelaria) sono un istituto religioso femminile di diritto pontificio: le suore di questa congregazione pospongono al loro nome la sigla H.C.M.C.

## Storia

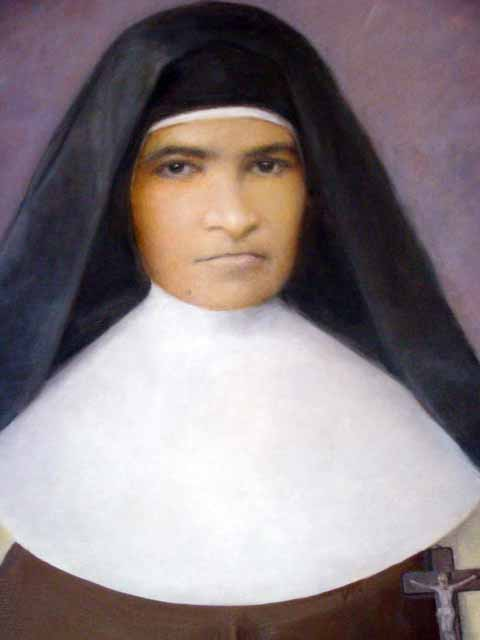
Candelaria di San Giuseppe, fondatrice della congregazione

La congregazione sorse ad Altagracia de Orituco il 13 settembre 1903 per iniziativa di Sixto Sosa Díaz (1870-1943), futuro vescovo di Guayana e Cumaná: Sosa riunì una comunità di quattro donne guidate da Susana Paz Castillo Ramírez (1863-1940), ritenuta la fondatrice, per l'assistenza agli ammalati nell'ospedale di San Antonio.
Il 13 giugno 1906, con l'approvazione del vescovo di Calabozo Felipe Neri Sendra, la fraternità si trasformò in congregazione e le suore ricevettero l'abito religioso dalle mani di Sosa; le costituzioni delle religiose vennero approvate il 31 dicembre 1910 e, per evitarne la dissoluzione, il 25 marzo 1925 l'istituto venne aggregato all'ordine Carmelitano.
La fondatrice (in religione madre Candelaria di San Giuseppe) è stata beatificata il 27 aprile 2008.

## Attività e diffusione
Le Carmelitane di Madre Candelaria si dedicano all'istruzione e all'educazione cristiana della gioventù, all'assistenza agli anziani e all'apostolato missionario.
Sono presenti in Venezuela e Bolivia: la sede generalizia è a Caracas.
Al 31 dicembre 2005 l'istituto contava 67 religiose in 14 case.